# Mutualismo (teoría económica)

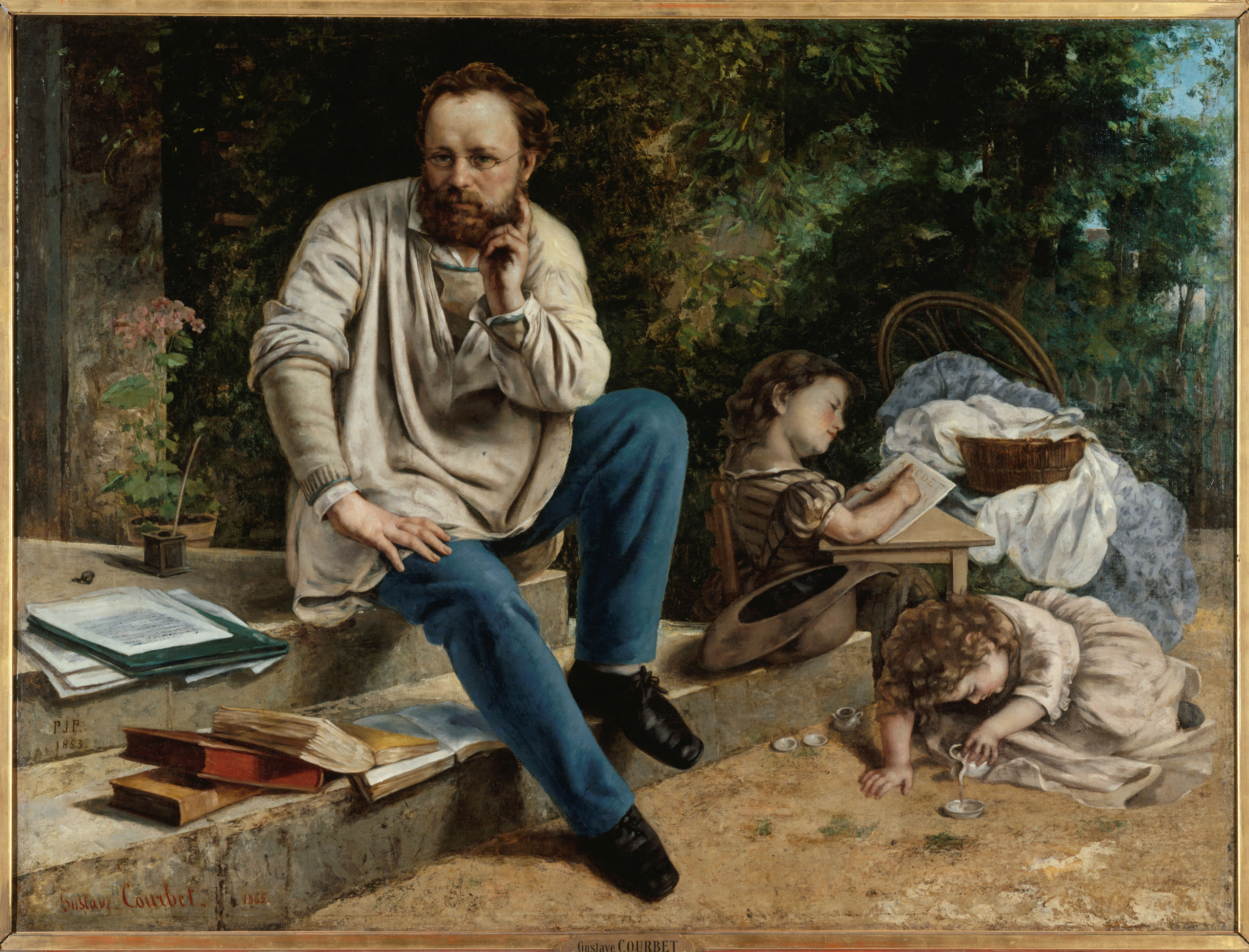
Pierre-Joseph Proudhon en un cuadro de Gustave Courbet. Proudhon fundó la teoría económica mutualista o proudhonismo, que reflejó el intento del autor por llegar a sintetizar las ideas socialistas, liberales y federalistas de la época.

El mutualismo (del latín mutuum, mutuo o intercambio) es una corriente del pensamiento anarquista que puede ser atribuida a los escritos de Pierre-Joseph Proudhon y que propone una sociedad futura sin Estado, donde la propiedad de los medios de producción pueda ser individual o colectiva siempre que el intercambio de bienes y servicios represente montos equivalentes de trabajo.
A partir de este esquema se construiría la sociedad mutualista que funcionaría asociando de forma libre a los productores en federaciones de industria que organicen la cooperación y reemplacen a los empleadores. Una idea común sobre el mutualismo de Proudhon es que intercambios de trabajo implican certificados de trabajo, cosa que podría ser una confusión de la teoría de la explotación de Proudhon. Sobre las notas, el crédito y préstamos a los miembros que ofrecería, aun así se concuerda en que las diferentes versiones del mutualismo promueven que se hagan cargo de los productos finalizados, pacten servicios de policía, intercambien con otros grupos de comercio para su beneficio mutuo a través de una federación de segundo grado habilitando a sus miembros para utilizar su crédito, y asimismo asegurarlos frente a las posibles pérdidas.
El mutualismo está basado generalmente en la teoría del valor-trabajo, que sostiene que cuando el trabajo o lo que este produce es vendido, en intercambio, este debe recibir bienes y servicios que abarquen «el monto de trabajo necesario para producir un artículo exactamente similar e igual utilidad». Recibir menos (o más) se consideraría explotación, robo de trabajo, o usura.
El mutualismo también es crítico con la intervención económica del Estado y con la propiedad privada de bienes naturales y se le ha identificado muchas veces como una ideología económica sintetizadora entre el liberalismo y el socialismo. Debido a estos puntos mencionados previamente, la teoría político-económica mutualista ocupa un sitio poco habitual en el espectro político que en ocasiones se ha caracterizado como un punto intermedio entre anarcoindividualismo y anarcocolectivismo. El mismo Proudhon describió la libertad que él pretendía como «la síntesis del comunismo y la propiedad».
El término «mutualismo» aquí explicado como una teoría económica para una hipotética sociedad anarquista no debe confundirse con el mismo término usado por otros autores en otros contextos como el concepto biológico de mutualismo o reciprocidad, que es lo contrario a parasitismo en biología, ni debe confundirse con el mutualismo o movimiento de mutualidades o de auxilios mutuos gremiales o cooperativistas, un movimiento social cronológicamente anterior y políticamente neutral que se encuentra plenamente integrado a la sociedad presente.

## Teoría

### Intercambios recíprocos
Un concepto clave del mutualismo es concretar una economía basada en intercambios mutuamente benéficos. Para ello, tradicionalmente se han basado en alguna interpretación de la teoría del valor-trabajo. Así que sostienen una ética donde los precios estén basados en el costo (gastos más trabajo aplicado). Un intercambio o acuerdo desigual, según ellos, representaría explotación o usura. En este sentido, los mutualistas trascienden la idea de individuos recibiendo algún beneficio (en intercambios), renta (en alquileres) o interés (en préstamos) que son considerados en uno u otro nivel acuerdos económicos «injustos», ya que consideran que estos individuos no están trabajando. Por otro lado, muchos de ellos sostienen que el Estado ejerce una distorsión estructural —directa o indirecta— sobre el mercado, lo que privilegia a unos individuos a costa de otros, alterando así la posibilidad de realizar intercambios equivalentes. Por lo tanto, argumentan que si los privilegios estatales cesan, los ingresos tenderían a igualarse al incrementarse la competencia en capital y los individuos recibirían no más ingresos que aquellos en proporción al monto de trabajo que ellos ejercen, viendo la ausencia de lucro como algo deseable. Sin embargo, como el mutualismo es una teoría no compulsiva, las actividades lucrativas se mantendrían como opcionales, aunque consideran que fuertemente debilitadas.

### Socialización evolutiva
En la medida que aseguran el derecho de los trabajadores al producto completo de su trabajo, los mutualistas respaldan conceptos que ciertos autores han estimado compatibles con la economía de mercado y el derecho de propiedad, alejándose así del modelo tradicional de estatización de los medios de producción propuesto en modelos de socialismo de Estado para superar la sociedad capitalista. De todos modos, rechazan la propiedad privada de la tierra, y abogan por títulos condicionales del suelo, donde el dominio privado es legitimado solo en tanto provenga del uso u ocupación (denominado «posesión» por Proudhon). Mientras que para bienes de capital (medios de producción hechos por el ser humano, bienes que no sean suelo) las opiniones mutualistas difieren sobre si estos deben ser bienes administrados asociativamente o propiedades privadas.
En La capacidad política de la clase obrera Proudhon lo reseña así:

Digamos que el proletariado no pretende despojar a la burguesía de sus bienes adquiridos, ni de ninguno de los derechos de que goza justamente; no se quiere sino realizar, bajo los nombres perfectamente jurídicos y legales de libertad de trabajo, crédito y solidaridad, ciertas reformas cuyo resultado sería abolir (¿qué?) los derechos, privilegios y demás beneficios de que la burguesía goza de una manera exclusiva, y por este medio hacer que no haya burguesía, ni proletariado, es decir, absorberla.
Pierre-Joseph Proudhon

El socialismo planteado por los mutualistas, en general, prefiere la pequeña escala productiva; sin embargo, el propio Proudhon aceptó la producción a gran escala cuando esta sea necesaria, pero debería darse de manera autogestionada. Así, el mutualismo, para algunos autores, tiene paralelismos con el ideario más radical del cooperativismo por afirmaciones como esta: «No necesitamos dudar [cuando sea necesaria la gran escala], porque no tenemos otra opción... es necesario formar una asociación entre los trabajadores... porque sin ella, estaremos relacionados como subordinados y superiores en dos... castas de los capitanes y los trabajadores-salariados, lo que repugna a una sociedad libre y democrática» y así «se hace necesario para los trabajadores el formar en sí mismos sociedades democráticas, con igualdad de condiciones para todos los miembros, bajo pena de una recaída en el feudalismo». No obstante, el mutualista moderno Kevin Carson sostiene que a medida que se internalicen sistemáticamente los costos que el Estado subsidia directa o indirectamente, las deseconomías de escalas empezarían a incrementar, haciendo que la economía y la tecnología tienda a una escala más pequeña y localizada.
Por otro lado, según Daniel Guérin, no era claro si para Proudhon las empresas autogestionadas debían seguir coexistiendo con empresas privadas o debían reemplazarlas completamente. Pero para Clarence Lee Swartz —un declarado mutualista— el mutualismo coexistiría con otras formas económicas incluyendo la propiedad privada. Por su parte, Piotr Kropotkin aseguró que Proudhon «en su sistema mutualista trató de hacer que el capital fuera menos ofensivo, a pesar del mantenimiento de la propiedad privada, que detestaba desde el fondo de su corazón, pero que él creía necesario para garantizar a las personas contra el Estado».
En otro orden de ideas, los mutualistas decimonónicos, siguiendo a Proudhon, originalmente se consideraban a sí mismos «socialistas», aunque en un modo diferente al de otras tradiciones socialistas debido, entre otras cosas, a que no abogaron por la socialización compulsiva sobre los medios de producción. Benjamin Tucker dijo de Proudhon, que «aunque se opuso a la socialización [forzada] de la propiedad del capital, [Proudhon] encaminó no obstante, a socializar sus efectos haciendo su uso beneficioso para todos en lugar de un medio de empobrecimiento de muchos para enriquecer a los pocos... sometiendo el capital a la ley natural de la competencia, obteniendo que el precio de su propio uso baje al coste». De esta manera, para el mutualista contemporáneo Kevin Carson «es la intervención del Estado lo que distingue el capitalismo del libre mercado» y «la consecuencia natural de la competencia de mercado sin bozal es el socialismo». Por su parte, Daniel Guérin afirmó que «la competencia soñada por Proudhon no es, empero, la de la economía capitalista, carente de principios rectores, sino una competencia orientada por un ideal superior, que la «socializa», basada en un intercambio leal y movida por un espíritu de solidaridad; una competencia que, sin restringir la iniciativa individual, devolvería a la colectividad las riquezas de las cuales la priva actualmente la apropiación capitalista».

### Reforma monetaria
El mutualismo propone la creación de bancos mutuos (término de William Greene) o bancos del pueblo (término de Proudhon) con el objetivo de promover un profundo cambio social no violento. A través de ellos se fomentaría el crédito barato y mutuo y el intercambio de productos equivalentes entre los trabajadores.
Según Robert Graham, el banco mutualista funcionaría de la siguiente manera:

El control general del banco [mutualista] debía conferirse a una asamblea general compuesta ‘de delegados elegidos por todas las ramas de producción y del servicio público’. Proudhon distinguió a los delegados de los representantes sobre la base de que los primeros estarían sujetos a un ‘mandato imperativo’ y una ‘revocabilidad permanente’. La asamblea general, a su vez, elegiría de entre sus miembros una junta directiva para administrar el banco y un consejo de vigilancia para supervisar las operaciones del banco. A medida que el banco atrajera a más miembros, se convertiría en 'el verdadero representante del pueblo'.
Robert Graham

La propuesta del banco mutuo se había planteado como un banco estatal (banco de intercambio), que era básicamente transformar al Banco de Francia bajo principio mutuo. Pero como aclara Benjamin Tucker: «Proudhon nunca favoreció la banca mutua a través del Estado, salvo como medida de transición y conveniencia. E incluso en ese aspecto, luego lo desaprobó, confiando en la iniciativa privada y la libre competencia para la realización de sus puntos de vista. Como creyente en la abolición del Estado, la banca del gobierno era necesariamente objetable para él».
En su obra de 1850 Mutual Banking, Greene explica el efecto de hacer funcionar el banco mutuo:

Supongamos que el Banco Mutuo se ha establecido y ofrece crédito a costa de operar el banco, que es aproximadamente un uno por ciento. Esta será la tasa total cobrada en todos los préstamos. Esta tasa entra en competencia con la tasa cobrada por todos los demás bancos y todos los demás prestamistas. El efecto en los otros bancos se sentirá muy pronto, porque nadie va a pagar un seis u ocho por ciento por dinero cuando puede obtenerlo por uno por ciento o menos. Una de dos cosas debe suceder. Los antiguos bancos deben cumplir con el recorte y también prestar dinero a esa tasa, o bien perder a sus clientes que irán al nuevo banco, el nuevo banco no necesita capital, ya que hace negocios totalmente con el capital de sus clientes, que son también sus miembros; para cada miembro, virtualmente aporta su propio capital al Banco Mutuo cuando se une a él.
William Greene

Por otra parte, Alexander Berkman resume así la reforma monetaria mutualista:

Los mutualistas, por otra parte, proponen un determinado sistema económico nuevo. Ellos creen, con su maestro, el filósofo francés Proudhon, que el banco y crédito mutuos sin interés serían la mejor forma económica de una sociedad sin gobierno. De acuerdo con la teoría, el crédito libre, que proporciona a cada uno la oportunidad de recibir dinero prestado sin interés, tendería a igualar los ingresos y a reducir las ganancias a un mínimo, y eliminaría de ese modo la riqueza lo mismo que la pobreza. Crédito libre y libre competencia en un mercado abierto, dicen ellos, tendrán como resultado la igualdad económica, mientras que la abolición del gobierno aseguraría la libertad igual.
Alexander Berkman

En otro orden de ideas, al mutualismo de Proudhon muchas veces se le asocia con proyectos de vales de trabajo basados en las horas de trabajo, los cuales apoyó en un principio. Sin embargo, más tarde revisaría su tesis y afirmaría que «el trabajo se mide en proporción compuesta a su duración e intensidad». Asimismo, el mismo Proudhon defendía que la competencia era el «instrumento más enérgico para la constitución del valor» y aseguraba una «reducción de los costos generales». De esta manera, para tener un «conocimiento exacto del valor [...] solo puede ser descubierto por la competencia, no por las instituciones comunistas o por decreto popular».

### Principio federativo
El principio federativo de Proudhon es desarrollado sobre todo en su etapa más madura, reflejado en obras como El principio federativo (1863) y La capacidad política de la clase obrera (1865). Como lo resume Proudhon:

El principio federativo, liberal por excelencia, tiene por primer corolario la independencia administrativa de las localidades reunidas; por segundo, la separación de los poderes en cada uno de los Estados soberanos; por tercero, la federación agrícola-industrial.
Pierre-Joseph Proudhon

El orden federativo no necesariamente expresa contigüidad territorial:

En cuanto esté proclamada en cualquier punto del globo la reforma mutualista, la confederación llegará a ser una necesidad en todas partes. Y para que exista, no será preciso que los Estados que se confederen estén contiguos ni agrupados en un mismo recinto, como lo estamos viendo en Francia, en Italia y en España. Puede muy bien haber una confederación entre pueblos separados, disgregados y distantes los unos de los otros: basta para ello que declaren unir sus intereses, y darse garantías recíprocas, conforme a los principios del derecho económico y de la reciprocidad.
Pierre-Joseph Proudhon

En cuanto a la administración de justicia, Proudhon quería que los tribunales no dependiesen de una autoridad central, sino una delegación hecha por los ciudadanos a una autoridad.
Bajo la fórmula federativa Proudhon también llama a consolidar la federación agrícola-industrial, que sería una especie de institución de apoyo mutuo y de planificación entre productores y consumidores, pero recalca: «Fedérense, pues, no para absorberse y confundirse, sino para garantirse mutuamente las condiciones de prosperidad que les son comunes y no pueden constituir el monopolio de ninguna». Para Proudhon, esta federación agrícola-industrial serviría como un complemento a la federación política, para que no sea un mero sostén «de la anarquía mercantil y capitalista» a la que denomina como «falsa anarquía»; a su vez, si no fuese por esta federación económica «la sociedad permanece dividida en dos clases, la una de propietarios-capitalistas-empresarios y la otra de jornaleros, la una de ricos y la otra de pobres, el edificio político será siempre movedizo».
Por otro lado, Proudhon creía que las cooperativas enfrentarían problemas si actuaban de manera aislada, así que la federación económica serviría para equilibrar la competencia y reducir riesgos. Así, según Daniel Guérin, a una «mentalidad estrecha y particularista, Proudhon opuso un concepto “universal” y “sintético” de la autogestión».
Ahora, sobre si esta federación económica proudhoniana es compatible con el libre mercado, Gabriel Amadej argumenta lo siguiente: «Mientras la actividad de mercado esté regulada por la gente que participa en la sociedad, en lugar de la regulación gubernamental, este sistema es favorable a los mercados libres. No hay una incompatibilidad estricta aquí».

## Historia
Esta teoría política y económica evolucionista tuvo su mejor periodo de aceptación en el naciente movimiento anarquista a mediados del siglo XIX, pero algunas décadas después su popularidad fue desplazada por visiones más expresamente revolucionarias del anarquismo como el anarcocolectivismo en primera instancia y después por el anarcocomunismo, por lo que ya entrado el siglo XX el mutualismo había perdido su relevancia dentro del movimiento anarquista.

### Origen del término
El mutualismo, como término, ha visto una variedad de usos relacionados. Charles Fourier uso primeramente el término francés mutualisme in 1822, aunque no se refería a un sistema económico. El primero uso impreso conocido del término «mutualista», en idioma inglés mutualist, fue una carta en la New-Harmony Gazette por un estadounidense owenista desconocido (quien firma como «The Mutualist») en 1826. En ella «The Mutualist» critica al asentamiento y sus elementos; posteriormente en otras cartas aumenta el tono de su crítica. Además, cita en su inicio Lecture on Human Happiness de John Gray, un socialista ricardiano. Por aquel tiempo Josiah Warren, un futuro pionero del anarcoindividualismo, se encontraba en New Harmony.

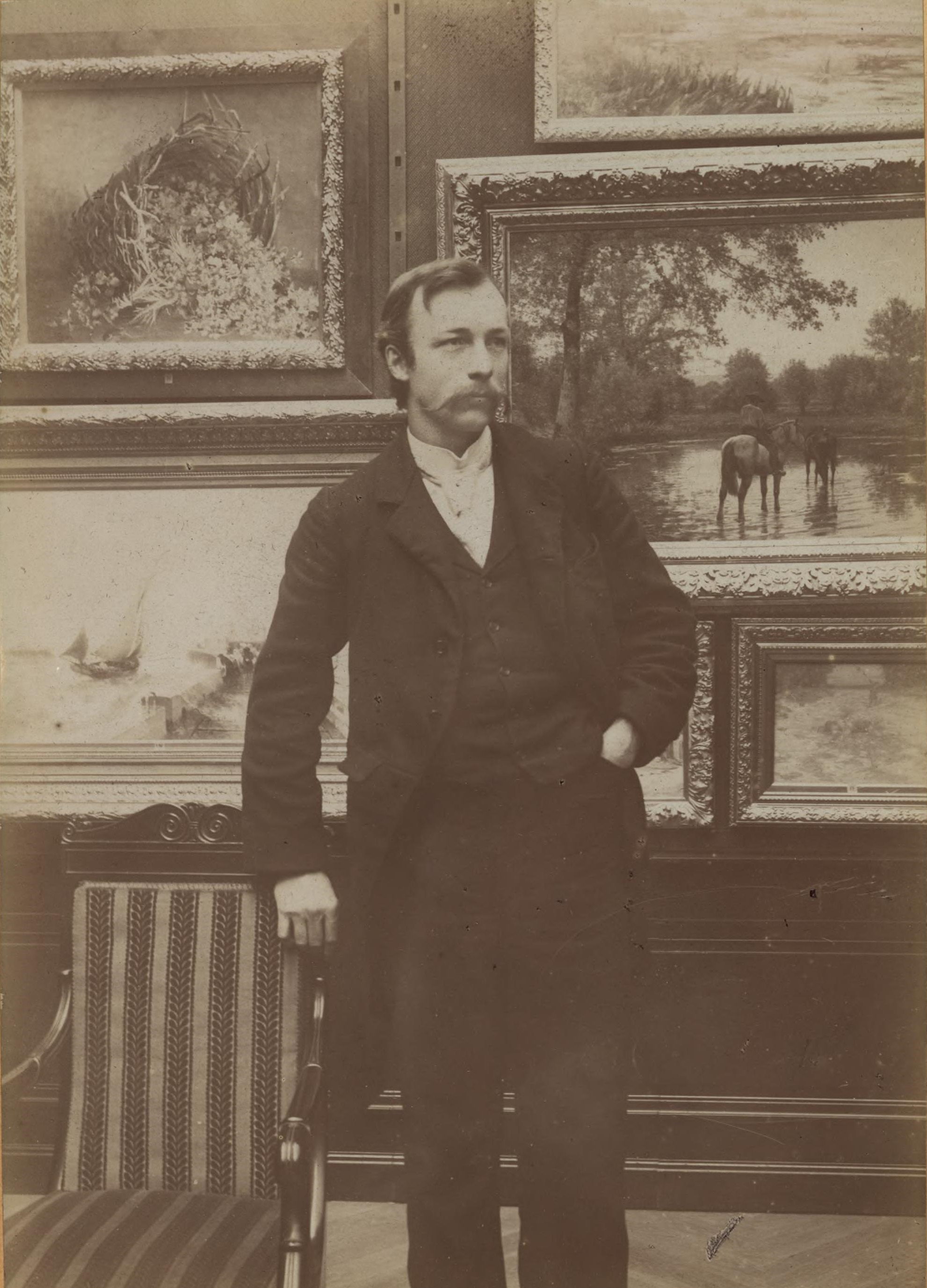
Clarence Lee Swartz, autor de What Is Mutualism?.

En What Is Mutualism? Clarence Lee Swartz da su propio recuento del origen del término, argumentando que «la palabra mutualism parece haber sido usada primero por John Gray, un escritor inglés, en 1832». Por otra parte, cuando Lecture on Human Happiness de John Gray de 1825 fue publicada por primera vez en Estados Unidos en 1826, los publicadores pusieron de apéndice el Preamble and constitution of the Friendly Association for Mutual Interests, located at Valley Forge. En 1826 también vio la publicación Constitution of the Friendly Association for Mutual Interests at Kendal, Ohio.
Mientras tanto en Francia durante los primeros años de 1830, una organización laboral de tejedores de seda en Lyon se llamó a sí misma Mutuellists. Proudhon estaba involucrado con los mutualistas de Lyon y luego adoptó el nombre para describir sus propias enseñanzas. Para 1846, Pierre-Joseph Proudhon estuvo hablando de mutualité («mutualidad») en sus escritos, y usó el término mutuellisme, al menos tan temprano como en 1848, en su Programme Révolutionnaire. En su libro Sobre la capacidad política de la clase obrera (1865) los términos «mutualistas» y «mutualismo» ya son usados sistemáticamente por Proudhon.
En 1850 William B. Greene usó el término «mutualismo» para describir un sistema de crédito mutuo similar al de Proudhon. En 1850, el periódico estadounidense The Spirit of the Age, editado por William Henry Channing, publicó propuestas para un «poblado mutualista» por Joshua King Ingalls y Albert Brisbane, junto con trabajos teóricos de Proudhon, William B. Greene, Pierre Leroux, y otros.

### Precursores del mutualismo
De acuerdo con Piotr Kropotkin, el mutualismo francés tuvo un precursor en Inglaterra con William Thompson (quien más tarde se haría comunista) y sus seguidores John Gray y John Francis Bray; y también tuvo un precursor en Estados Unidos que fue Josiah Warren. Hoy en día al grupo de los precursores ingleses se les considera como socialistas ricardianos. Otro socialista ricardiano muy nombrado en los círculos mutualistas actuales es Thomas Hodgskin.

### El mutualismo francés
Intelectualmente, el mutualismo en Francia surge del contacto de Proudhon —siendo él mismo obrero— con los núcleos obreros de Lyon, de quien toma el nombre y parte de sus ideas. Además, fue durante las décadas centrales del siglo XIX la ideología por excelencia de la clase trabajadora francesa, sobre todo de los sectores cualificados y semiartesanos. Sin embargo, según cuenta Edouard Droz, el padre de Proudhon, quien era productor artesanal de cerveza, influyó en su búsqueda de un precio justo ya que solía añadir al costo de producción un monto extra por su trabajo y argumentaba que cobrar por encima de este criterio equivalía a «robar al comprador».
Por un tiempo Proudhon intentó introducir sus propuestas por la vía parlamentaria: en los años 1840 fue elegido diputado por la Asamblea Nacional, y entre 1848 y 1849 formó parte de la Asamblea Constituyente de la Segunda República Francesa. En 1864 los mutualistas (entre quienes destacan Tolain, Baraguet y Ripert) lanzan la candidatura de Proudhon a la Asamblea Nacional y publican el programa el Manifiesto de los Sesenta. En él escriben:

No se nos acuse de soñar con leyes agrarias, igualdad quimérica que pondría a cada individuo en el lecho de Procusto, ni con repartos de propiedad, máximum, impuesto forzoso, etc. No; es tiempo ya de acabar con esas calumnias propagadas por nuestros enemigos y adoptadas por los ignorantes. La libertad, el crédito, la solidaridad, estos son nuestros sueños. (…). El día en que estos sueños se realicen, no habrá más burguesía ni proletariado, amos ni obreros.

#### Facciones

Retrato del mutualista Eugène Varlin, líder de la Comuna de París, pionero del sindicalismo francés y del feminismo libertario.

En Francia y sobre todo en París existían numerosas sociedades y clubes mutualistas. Figuras importantes del movimiento mutualista francés eran Louis-Eugène Varlin, Henri Tolain y Nathalie Lemel. Según Robert Graham, entre estos mutualistas había dos tendencias principales: los proudhonianos 'ortodoxos' como Henri Tolain más fieles a las ideas de Proudhon «abogando por la asociación voluntaria, el crédito libre y la posesión individual basada en un intercambio equivalente» y los proudhonianos 'no ortodoxos' como Eugène Varlin quienes «defendieron el antiautoritarismo y el federalismo de Proudhon, pero favorecieron la propiedad colectiva, la organización sindical y las huelgas de masas». Asimismo, Varlin defendió una visión feminista del mutualismo, mientras Tolain tenía una visión más tradicional de la mujer.

#### Primera Internacional

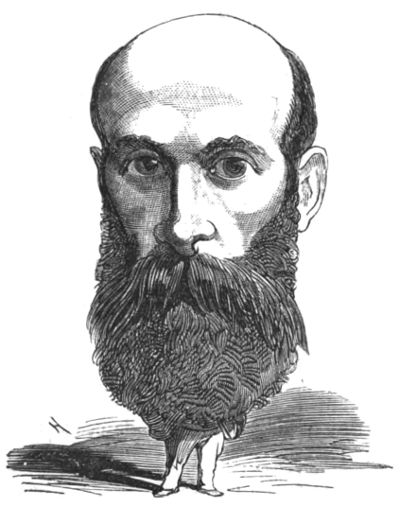
Retrato satírico de Henri-Louis Tolain, importante representante del mutualismo en la Primera Internacional.

En 1864, los mutualistas se preparan para ir a Londres para fundar la Asociación Internacional de los Trabajadores (Primera Internacional). Las ideas mutualistas tuvieron mucha relevancia en los congresos de Ginebra (1866), Lausana (1867) y Bruselas (1868).
En Europa continental dentro de la Primera Internacional el grupo de mutualistas franceses eran el eje del ala federalista, facción de orientación anarquista opuesta al ala centralista del marxismo. El III Congreso de Bruselas (Bélgica) de 1868 de la Primera Internacional marca el inicio de la transición del entonces predominante mutualismo hacia el anarcocolectivismo dentro del ala antiautoritaria de esta organización. Fueron representados por Henri Tolain, y se enfrentaron con Karl Marx por el tema del rol del Estado y la cuestión de la colectivización de la tierra, idea a la que se oponían al defender el derecho de los pequeños agricultores a poseer tierras en forma privada. Cuando prosperó la moción en favor de la colectivización de la tierra, los mutualistas fueron desplazados en ese punto dentro del ala federalista por Mijaíl Bakunin, defensor de las tesis anarcocolectivistas, y sus seguidores. Sin embargo, también en ese congreso se aprobaron propuestas mutualistas: «Que la producción (el productor) únicamente puede conseguir la posesión de las máquinas mediante las asociaciones cooperativas y una organización de crédito mutuo». En 1869, en el Congreso de Basilea, el mutualismo en la Internacional se veía debilitado y ya para 1872 sería apartado por el anacocolectivismo. También contribuyó la represión que sufrió el movimiento obrero francés en 1871 durante la Comuna de París.

#### Comuna de París

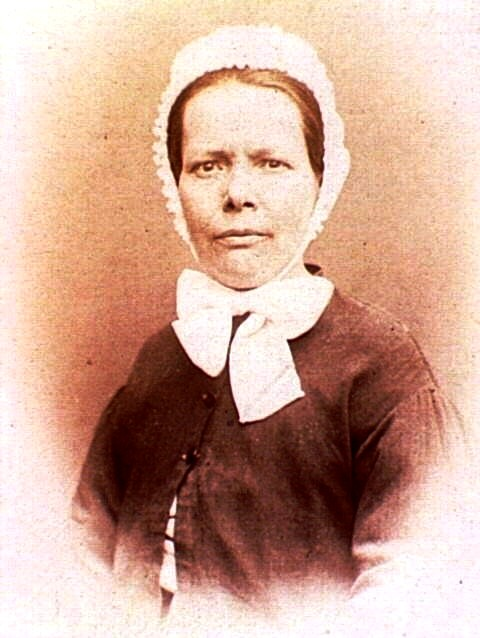
Nathalie Lemel, importante mutualista francesa y lideresa dentro de la Comuna de París.

En la Comuna de París las dos facciones más importantes fueron la blanquistas (de Louis Auguste Blanqui) y la mutualista donde se encontraban Louis-Eugène Varlin, Nathalie Lemel, Zéphirin Camélinat.

#### Relación con Marx
Proudhon fue contemporáneo del llamado padre del socialismo científico Karl Marx. De hecho, según Rudolf Rocker, gracias a Proudhon fue que Marx se volvió socialista, influyendo tanto en su visión económica como en su visión política de la superación del Estado. Marx tuvo gran afinidad por Proudhon, sobre todo por sus primeros trabajos; pero Marx rompió con Proudhon tras la publicación de La filosofía de la miseria, contraargumentándolo Marx en La miseria de la filosofía.

### El mutualismo estadounidense

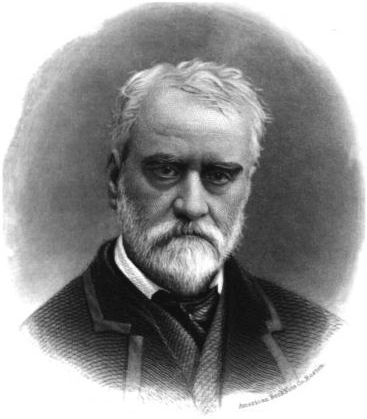
William B. Greene, considerado el fundador del mutualismo estadounidense.

Según Rudolf Rocker, después de la Revolución francesa de 1848 el pensamiento proudhoniano encontró gran difusión en los Estados Unidos con lo cual muchos owenianos y fourieristas cayeron bajo su influencia. De esta ola proudhoniana, el más destacado fue William B. Greene. Para Rocker, con la publicación de su obra de 1850 Mutual Banking, Greene se convirtió en el «verdadero fundador» del mutualismo estadounidense. Otros mutualistas estadounidenses importantes de esa época eran Charles A. Dana y Albert Brisbane.
William Greene había pasado por la carrera militar, luego hacia la teología. En 1853 fue elegido diputado a la Convención constitucional de Massachusetts para elaborar propuestas para modificar la Constitución, en ella pronunció un discurso a favor de la igualdad de derechos políticos y sociales de las mujeres que impactó enormemente. Poco después conocería en persona a Proudhon en París. En 1862 se despidió de las armas y se instaló en Boston, donde difundiría el mutualismo y actuaría en organizaciones obreras. Por otra parte, según James J. Martin, en Men Against the State («Hombres contra el Estado»), Greene no se convirtió en un anarquista «hecho y derecho» hasta la última década de su vida, pero por 1850 había articulado un mutualismo cristiano «hecho y derecho».
De acuerdo con Rocker, «aunque Greene ha sido muy influido por Proudhon en sus ideas, no era, sin embargo, un cuerpo extraño en este país, sino que arraigaba fuertemente en la realidad americana y en las tradiciones liberales de los Estados Unidos». En este sentido Greene señalaba, según Rocker, al mutualismo como continuador de las aspiraciones descentralizadoras de Thomas Jefferson.

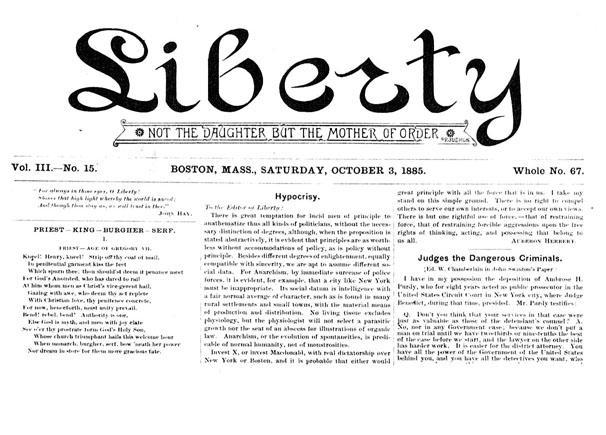
Liberty, importante órgano de difusión de las ideas mutualistas y anarcoindividualistas en Estados Unidos.

En 1872 Ezra Heywood, quien era discípulo de Josiah Warren, fundó la revista The Word, la cual duró más de veinte años y en la que colaboraron diversos representantes del socialismo libertario en Estados Unidos. En ella tuvo especial difusión el mutualismo. Por otra parte, también ese año Benjamin Tucker conoció en Boston a Josiah Warren y algo más tarde a William Greene. Tucker fue una de las figuras anarcoindividualistas más influenciadas por el pensamiento proudhoniano. Según Rocker, «la filosofía social de Tucker es una especie de síntesis de Warren, Proudhon y Stirner». En 1877 Tucker fundó Radical Review, una publicación trimestral que solo vio cuatro números. No obstante, en 1881 nació Liberty, un periódico anarquista que vio la luz 27 años y donde confluyeron mutualistas e individualistas. Liberty tuvo amplia difusión por el país e incluso cierto impacto en Europa.

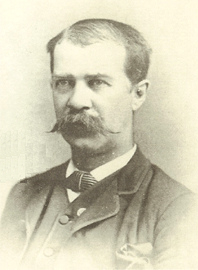
Dyer Lum combinó mutualismo con anarcocolectivismo y sindicalismo revolucionario.

Un importante mutualista cercano a Liberty fue Dyer Lum. Lum fusionó el anarcocolectivismo con mutualismo, además de combinarlo con sindicalismo revolucionario. Tras la detención de Albert Parsons, uno de los mártires de Chicago, editó The Alarm de 1892 a 1893. Otra figura destacada fue Voltairine de Cleyre, quien empezó siendo una anarcoindividualista muy en la línea de Tucker, pero después gracias a su cercanía con Lum se convirtió en mutualista y finalmente, según sus palabras, «soy anarquista, simplemente, sin etiquetas económicas adjuntas».

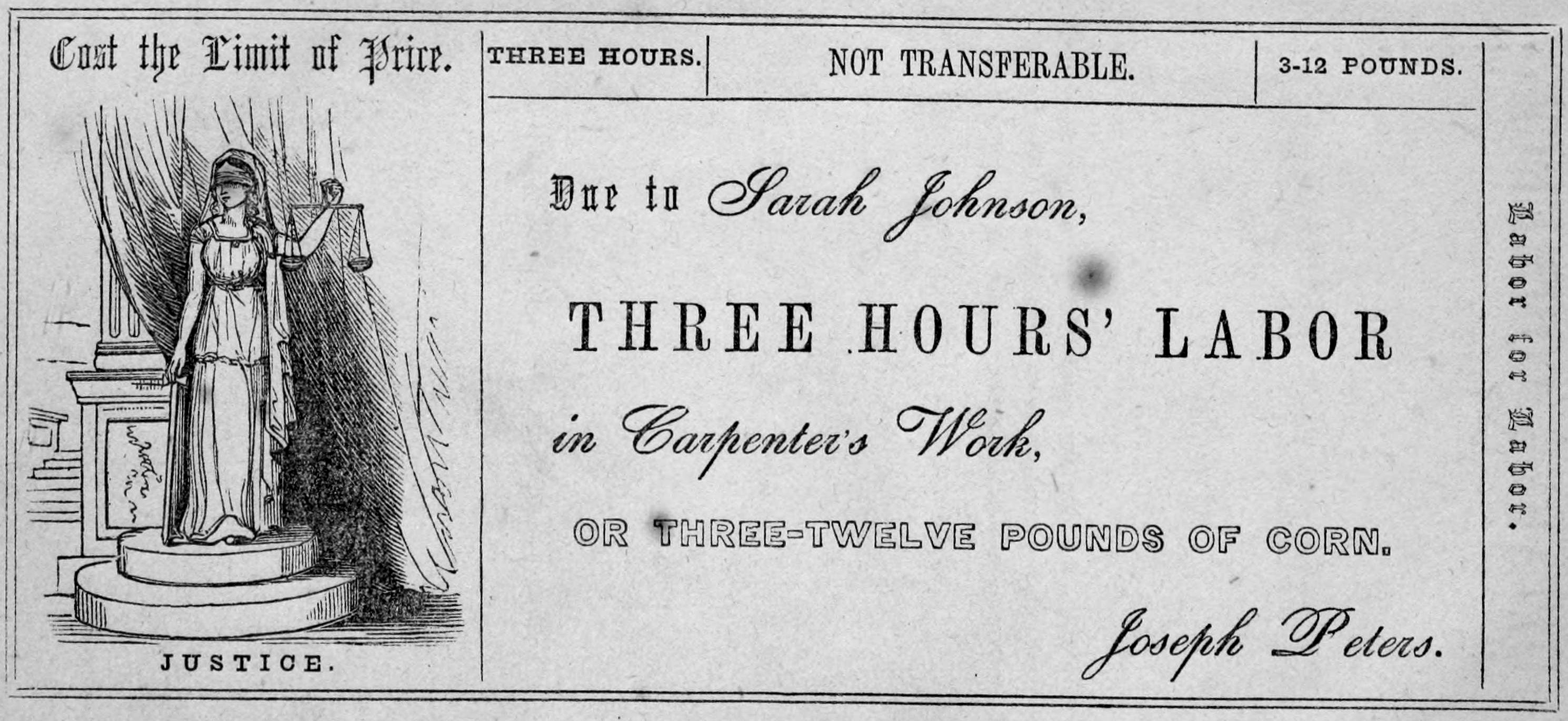
Nota de trabajo por tiempo usada en una comunidad fundada por el anarcoindividualista Josiah Warren, inspirada en el llamado principio del costo.

Aunque el mutualismo es similar en ciertos aspectos a las doctrinas económicas de los anarquistas individualistas estadounidenses decimonónicos, de acuerdo con Voltairine de Cleyre, el mutualismo hace «más énfasis en la organización, la cooperación y la federación libre de los trabajadores», obviando la necesidad de un empleador, mientras que el anarcoindividualismo mantiene neutralidad sobre los distintos tipos relaciones sociales de producción asegurando que estas «se vuelven viciosas simplemente por la interferencia del Estado». Por otra parte, según Alexander Berkman, tanto mutualistas como anarcoindividualistas «aseguran que la causa de la desigualdad económica es el monopolio» y que «la libre competencia, dicen, acabará con el monopolio y sus males»; pero difieren en que los mutualistas proponen «un nuevo sistema económico» mientras que los anarcoindividualistas «no tienen un plan muy claro de la vida económica bajo la anarquía». No obstante, anarcoindividualistas como Josiah Warren desarrollaron proyectos como monedas alternativas y diversas comunidades basadas en los principio del costo como límite del precio.
Rudolf Rocker describe así la diferencia entre el anarcoindividualista Josiah Warren y el mutualista William B. Greene:

Greene acentuó más fuertemente el principio de la asociación que Warren y más especialmente que Spooner. También aquí se hizo notar la influencia de Proudhon. Warren, cuyas experiencias prácticas se adaptaban a las condiciones de los pequeños propietarios que producían independientemente y llevaban sus productos a la venta, se preocupaba ante todo de hacer de esa venta un justo intercambio, poniendo en la base del precio el principio del costo y creando, mediante sus labor notes, un medio económico para hacer posible ese intercambio. El principio es en lo esencial el mismo en Warren y en Proudhon.
Rudolf Rocker

Sin embargo, la libertad individual tiene mucha importancia para los mutualistas, como describe William Greene criticando al comunismo:

El comunismo sacrifica al individuo para asegurar la unidad del conjunto. El mutualismo tiene el individualismo ilimitado como primera condición esencial de su propia existencia, y coordina a los individuos en la solidaridad sin el sacrificio de la individualidad.
William Greene

En el tema de la propiedad de la tierra, tanto mutualistas como anarcoindivualistas aceptaban el principio proudhoniano de «uso y ocupación». No obstante, individualistas de la línea de Lysander Spooner fueron más lockeanos en este tema.

### El mutualismo latino
De acuerdo con Ángel Cappelletti no solo el socialismo francés fue más proudhoniano que marxista, sino también, en cierto modo, los países latinos de Europa y también algunos de Iberoamérica hasta por lo menos 1920.

#### España

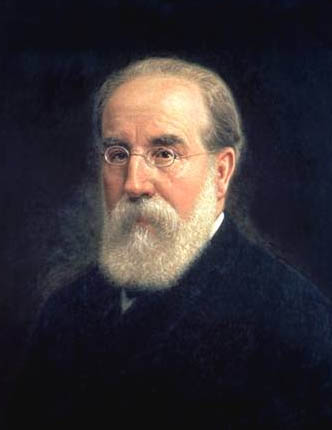
Francisco Pi y Margall, mutualista español y presidente de la Primera República Española

En España el mutualismo proudhoniano llegaría a la presidencia de la Primera República de la mano de Francisco Pi y Margall, quien tradujo buena parte de la obra de Proudhon. Por otro lado, Ricardo Mella, el máximo representante del anarcocolectivismo en España evolucionaría hacia el pensamiento colectivista-mutualista de Dyer Lum y, posteriormente, acepta el anarquismo sin adjetivos. De igual manera, durante el siglo XX el anarquista español y veterano de la guerra civil española Abraham Guillén teorizó sobre la autogestión, el socialismo de libre mercado y sobre la guerrilla. A su vez, Guillén defendía que el socialismo de libre mercado finalmente evolucionaría en comunismo.

#### Venezuela
Por otra parte, Ángel Capelletti y Carlos Rama en su libro El anarquismo en América Latina describen que el pensamiento proudhoniano influyó en el líder federalista venezolano Ezequiel Zamora. Igualmente, de acuerdo con Laureano Villanueva, Zamora tenía ideas socialistas y «no estaba haciendo guerras para imponer gobernantes a los pueblos, sino al revés, para que los pueblos se gobernaran por sí, pues era de este modo como él entendía el liberalismo y la Federación».
Asimismo, en 1909 Manuel Vicente Martínez publicó El socialismo y las clases jornaleras, obra «de clara orientación mutualista proudhoniana», según Rodolfo Montes de Oca. Además de Proudhon, se hace referencia en ella también a Jean Grave, Charles Malato, Piotr Kropotkin y Alfred J. Naquet. Otra obra de este autor es Al margen del conflicto de 1914 donde afirma que «el socialismo vencerá los errores que sobre él han propalado sus adversarios y se abrirá paso para implantar las bases de una organización más conforme con el espíritu humano que odia la guerra y procura el predominio de la inteligencia en todos los campos de la actividad mundial» y asegura que «el comercio internacional es uno de los medios que disponen los pueblos para su progreso, en razón de que mediante él se estrechan los lazos de amistad»; además, defiende que «los pueblos neutrales tienen el derecho innegable de rechazar toda tentativa hecha por un beligerante para turbar la libertad de su comercio con los pueblos pacíficos.

### Actualidad

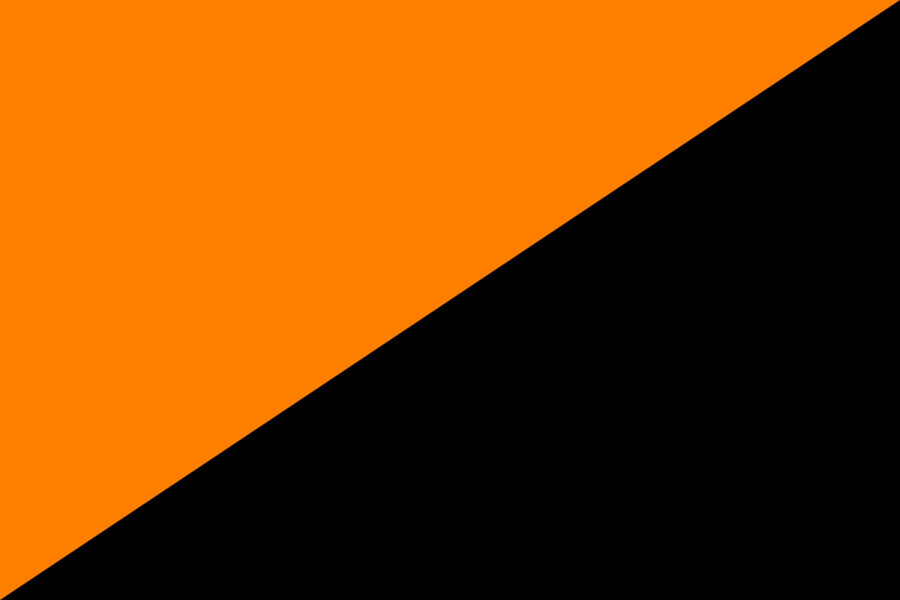
Bandera adoptada por algunos anarcomutualistas en la actualidad

En el año 2006, luego de más de un siglo de la extinción del mutualismo como movimiento intelectual anarquista, Kevin A. Carson presentó una revisión libertaria de izquierda (corriente autodenominada como pro-mercado) del antiguo mutualismo en un libro titulado Studies in Mutualist Political Economy. En él intentó integrar las críticas marginalistas a la teoría laboral del valor para recuperar a esta última de su desprestigio en la teoría económica. Esta bandera (amarilla y negra) es usada por los llamados "anarcocapitalistas" en la actualidad. Este corriente de pensamiento no tiene nada que ver con el anarquismo original, ya que defiende la abolición del Estado pero con una defensa acérrima de la propiedad privada y la acumulación de riqueza sin límites, así como el individualismo y la competitividad salvajes. En el año 2015 Carson anunció que había abandonado este proyecto de teoría económica y la etiqueta de «mutualista».

## Críticas
Una de las áreas de desacuerdo entre mutualistas y anarquistas comunistas viene de la defensa del dinero de parte de Proudhon para compensar a los individuos por su trabajo. Piotr Kropotkin, al igual que otros anarcocomunistas, abogó por la abolición del trabajo asalariado y cuestionó: «¿Cómo puede esta nueva forma de salario, la nota de trabajo, ser aprobada por los que admiten que las casas, los campos, las fábricas ya no son propiedad privada, que pertenecen a la comuna o la nación?». De acuerdo con George Woodcock, Kropotkin creía que un sistema de salarios de cualquier forma, «administrados por los Bancos del Pueblo o por las asociaciones de trabajadores a través de cheques de trabajo es una forma de coacción».
El anarquista colectivista Mijaíl Bakunin fue un crítico del mutualismo proudhoniano afirmando «cuán ridículas son las ideas de los individualistas de [...] los mutualistas proudhonianos que conciben la sociedad como resultado de la libertad de contrato de las personas absolutamente independientes el uno del otro y entrar en relaciones mutuas sólo por el convenio elaborado entre los hombres. Como si estos hombres han descendido del cielo, trayendo con ellos discurso, voluntad, el pensamiento original, y como si se tratara de algo ajeno a la tierra, es decir, cualquier cosa que tiene origen social».
Por su parte, Friedrich Engels criticaba a Proudhon, entre otras cosas, por aparentemente apoyar «sólo en los casos excepcionales» la asociación de los productores en grandes empresas, prefiriendo la pequeña propiedad asociada junto con la libre concurrencia y la propiedad privada.
Las críticas de los sectores promercado también han sido comunes. El capitalista laissez faire George Reisman acusa al mutualismo de apoyar la explotación cuando este no reconoce el derecho al individuo a proteger la tierra que él ha mezclado con su trabajo si sucede que no la está usando. Reisman considera que la confiscación de esas tierras como el robo del producto del trabajo y ha dicho que «el mutualismo clama oponerse a la explotación de la mano de obra, es decir, el robo de cualquier parte de su producto. Pero cuando se trata de mano de obra que se ha mezclado con la tierra, se hace de la vista gorda a cabo volviéndose del lado del explotador». El economista y anarcocapitalista Walter Block dice sobre sostener la teoría del valor-trabajo mutualista en la actualidad: «Para alguien en este día y era, incluso a tomar en serio esta doctrina, y mucho menos tratar de defenderla realmente, es equivalente a hacer lo mismo con respecto a posiciones rechazadas amplia y apropiadamente como la tierra plana, o la teoría del flogisto. Es, en una palabra, medieval».
Roderick T. Long critica el argumento de mutualistas modernos, como Kevin A. Carson, quienes sostienen que los plenos derechos de propiedad privada no se derivan del concepto de autopropiedad, Long presenta el argumento de que si uno acepta la propiedad sobre uno mismo, como lo hace Carson, luego los derechos de apropiación sin-condición lockeana deben ser aceptados. Sin embargo, Long acepta el concepto de propiedad pública como válido y escribe que las comunidades pueden adquirir la tierra «por apropiación colectiva» lo que podría «ofrecer una base para los lockeanos no-condicionistas de reconocer como legítimo el régimen de propiedad de las comunidades mutualistas, georgistas, y lockeanas-condicionistas».